# 이영근 (1939년)
이영근(李英根, 1939년 9월 18일, 경상남도 산청군 신등면 ~ )은 대한민국의 정치인이다. 제15·16대 부산광역시 남구청장이다.

## 생애
1939년 경상남도 산청군 신등면에서 태어났다. 산청신등중학교, 북부산고등학교, 경희대학교 법학과, 동아대학교 대학원 법학 석사, 경성대학교 대학원 행정학 박사 과정을 졸업하였다. 경희대학교 졸업 후 정부직할 부산시(현 부산광역시)에서 세무사로 활동하였다. 1978년 제10대 국회의원 선거에서 무소속 후보로 부산시 남구 선거구에 출마하였으나 민주공화당 김재홍 후보와 신민당 김승목 후보에 밀려 낙선하였다. 1981년 제11대 국회의원 선거에서는 신정당 후보로 부산직할시 남구-해운대구 선거구에 출마하였으나 민주정의당 이흥수 후보와 민주한국당 김승목 후보에 밀려 낙선하였다. 1985년 제12대 국회의원 선거에서는 한국국민당 후보로 부산직할시 남구-해운대구 선거구에 출마하였으나 민주정의당 유흥수 후보와 신한민주당 이기택 후보에 밀려 낙선하였다. 1988년 제13대 국회의원 선거에서 무소속 후보로 부산직할시 남구 갑 선거구에 출마하였으나 통일민주당 허재홍 후보에 밀려 낙선하였다. 1992년 제14대 국회의원 선거에서 통일국민당 후보로 부산직할시 남구 갑 선거구에 출마하였으나 민주자유당 허재홍 후보에 밀려 낙선하였다.

## 학력
- 1952.03 ~ 1955.02 신등중학교 졸업
- 1955.03 ~ 1958.02 북부산고등학교 졸업
- 1958.03 ~ 1965.02 경희대학교 법학과 졸업

### 비학위 수료
- 1965.03 ~ 1968.02 동아대학교 대학원 법학 석사 졸업
- ~ 1995 경성대학교 대학원 행정학 박사 과정 수료

## 경력
- 1971.03 ~ 세무사 이영근 세무회계사무소 세무사
- 1980 ~ 1984.06 부산노인대학협의회 초대회장
- 1991.05 ~ 1993.04 제10대 부산지방세무사회 회장
- 1993.05 ~ 1995.04 제11대 부산지방세무사회 회장
- 1995.05 ~ 1995.06 제12대 부산지방세무사회 회장
- 1995.07 ~ 1998.06 제15대 부산광역시 남구 구청장
- 1998.07 ~ 2002.06 제16대 부산광역시 남구 구청장
- 경성대학교 겸임교수
- 영산대학교 겸임교수
- 부산여자대학교 겸임교수
- 부산경상대학교 겸임교수

## 수상
- 1982 재무부장관 표창
- 1986 재무부장관 표창
- 1995 부총리 겸 재정경제원 장관상
- 2000 자랑스러운 경희인상

## 역대 선거 결과
|  | 4.10% |

|  | 10.46% |

|  | 9.88% |

|  | 17.87% |

|  | 32.04% |

|  | 56.07% |

|  | 51.56% |

|  | 29.62% |

|  | 2.61% |

|  | 4.26% |